# Mikasa (1900)
Mikasa (japonsky 三笠) je bitevní loď typu predreadnought, původně sloužící u Japonského císařského námořnictva, dnes muzejní loď a poslední dochovaný predreadnought světa. Byla jednou z šesti japonských bitevních lodí (Fudži, Jašima, Šikišima, Hacuse, Asahi a Mikasa), které tvořily hlavní námořní údernou sílu Japonska v rusko-japonské válce v letech 1904-1905. Ve službě byla v letech 1902–1923, přičemž od roku 1921 sloužila jako pomocná loď. Nachází se ve městě Jokosuka v Japonsku.

## Loď

### Koncepce
Mikasa byla vrcholný predreadnought a koncepčně vycházela z předchozí Asahi. Největší změnou proti ní bylo rozdělení trupu na více vodotěsných úseků a celkově zdokonalení konstrukce trupu.

### Výzbroj
Hlavní výzbroj tvořila 4 děla 305mm/40 umístěná po dvou ve věži na přídi a zádi. Dostřel děl činil oficiálně 8 námořních mil, ale byly zaznamenány případy, kdy Japonci stříleli značně nepřesně i na 10 námořních mil. Rychlost palby byla v praxi zhruba jedna rána za 50 sekund. Hmotnost granátu byla 385,5 kg. Věže byly vybaveny výtahem a nabíjecím zařízením umožňujícím nabití při libovolném náměru a odměru (na rozdíl od předchozí třídy). Sekundární výzbroj tvořilo 14 děl 152 mm/40, která byla umístěna po pěti v kasematě na každém boku a zbývající děla byla umístěna na vrchní palubě. Hmotnost granátu byla 45,5 kg. Terciární výzbroj tvořilo 20 děl 76 mm/40 a 12 děl 47 mm/40. Pro zaměřování sloužily dva 120cm dálkoměry Barr & Stroud. Kromě děl byla Mikasa ještě vyzbrojena 4 torpédomety ráže 457 mm. Zbraní v době vzniku již překonanou byl kloun.

### Pancéřování
Lodní pancéřování bylo částečně z Harveyovy ocele a částečně z Krupovy ocele. Hlavní ochranou byl pancéřový pás v nejtlustším místě 229 mm silný pozvolna zeslabující směrem dolů a skokově směrem k přídi a zádi až na nejtenčích 102 mm. Traverznice, které pás spojovaly s barbetami hlavních věží měly tloušťku 356 – 152 mm.
Pancéřová paluba měla 51 mm (plochá část) a 76 mm (skosy). Délka pancéřové citadely byla 78 metrů z celkové délky lodi 131 m. Kasematy byly chráněny 152 mm pancířem z vnější strany a 51 mm pancířem ze zbývajících stran.
Věže hlavních děl chránil pancíř 254 mm (čelo) a 203 mm (zbylé části).
Velitelská věž měla tloušťku 381 mm (stěny) a 105 mm (strop). Záložní velitelská věž měla pancíř 76 mm.

### Pohonná soustava
Pohonná soustava byla tvořena 24 kotly Belleville a dvou vertikálních trojčitých strojních agregátů s celkovým výkonem 16 000 koňských sil. S tímto se dařilo dosahovat na svou dobu slušných 18,5 uzlů. Zásoba uhlí byla standardně 700 tun a dostačovala pro dojezd 8500 námořních mil při desetiuzlové rychlosti. Odlitek kormidelního rámu dodala továrna E. ŠKODA PILSEN.

### Posádka
Posádku lodi tvořilo 40 důstojníků a 790 poddůstojníků a námořníků. Za války i s admirálským štábem byl počet lidí na palubě 940.

#### Maskování
Loď měla tmavě šedý (z dálky až černý) nátěr a na komínech po třech identifikačních bílých pruzích.

## Rusko-japonská válka

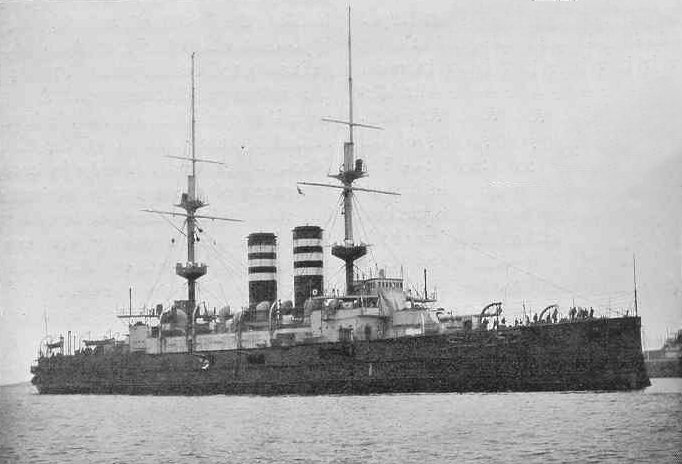
Mikasa v roce 1905

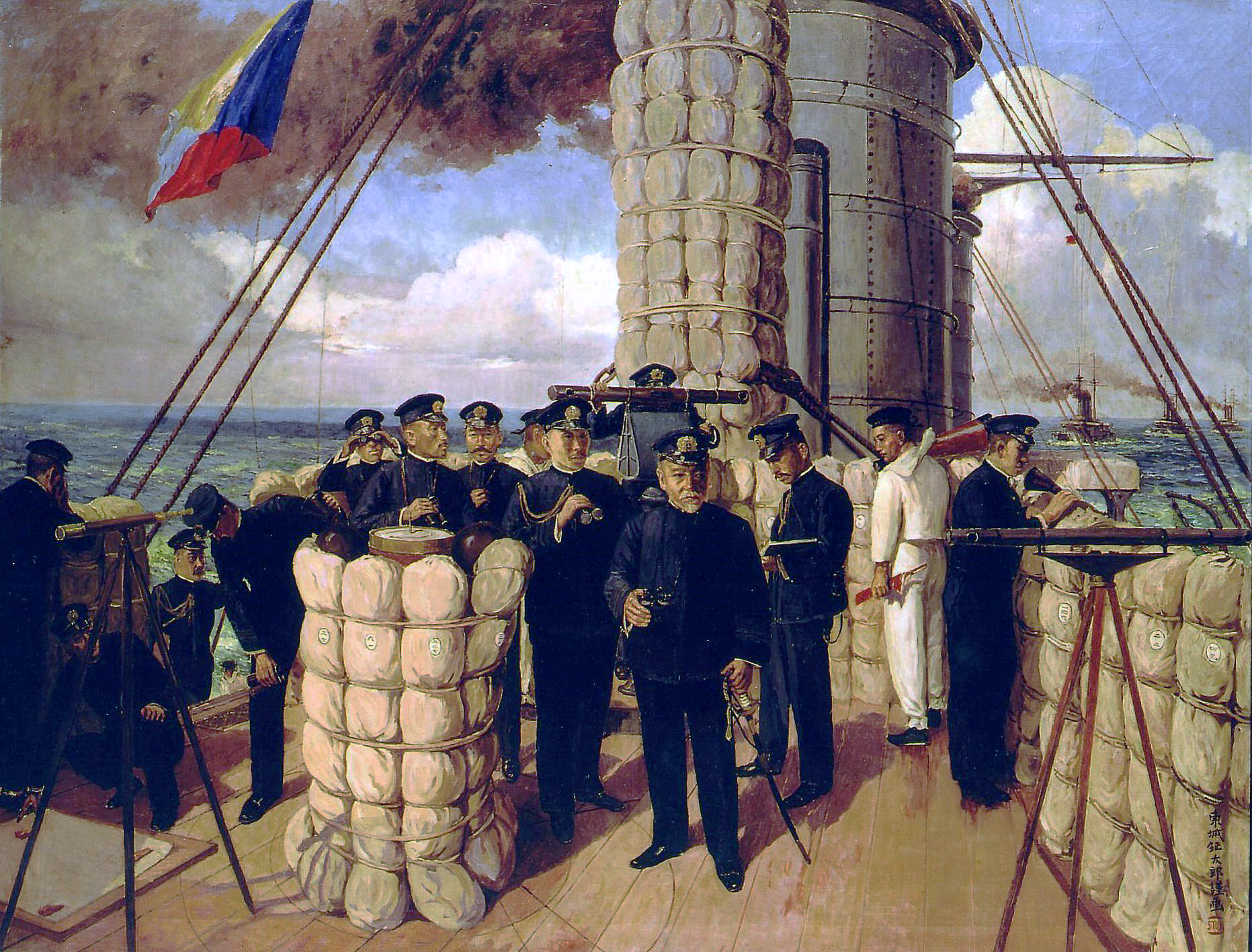
Obraz zachycující admirála Tógó na můstku bitevní lodi Mikasa na začátku bitvy u Cušimy

Během této války byla vlajkovou lodí japonské Rengó Kantai (Spojeného loďstva) a také jeho 1. flotily. Mikasa se účastnila všech významnějších střetů a byla v nich mnohokrát poškozena. V bitvě u Šang-Tungu dostala 20 zásahů a od potopení ji možná dělila pouze lekážní plachta. Do přístavu se doplazila s 32 mrtvými a 80 zraněnými. V bitvě u Cušimy dostala loď zásahů ještě více a ztráty dosáhly 113 mrtvých a raněných.

## Poválečné osudy
I po válce měla loď pohnuté osudy i když už méně historicky zajímavé.

### První výbuch
Po skončení rusko-japonské války kotvila 11. září 1905 Mikasa v Sasebu. V 0:20 zpozorovala hlídka na lodi kouř unikající z větráku zadního skladiště 152mm granátů a v 0:30 došlo k malé explozi, po které vypukl požár. V 1:37 došlo k velké explozi, po které se Mikasa ve 2:30 potopila. Zahynulo 251 mužů a 340 bylo raněno. První tři pokusy o vyzvednutí selhaly, ale čtvrtý pokus uspěl a loď byla 8. srpna 1906 vyzdvižena a 22. srpna umístěna do suchého doku. Opravy v doku trvaly až do 24. dubna 1908.
Jedna z verzí příčin zní, že výbuch inicializovali japonští důstojníci, kteří nebyli spokojeni s výsledkem Porsmouthské konference.

### Druhý výbuch
Ke druhé explozi – tentokrát v předním překladišti prachových náloží – došlo 3. října 1912, když loď kotvila v Kóbe. Aby se zabránilo dalším explozím, byly přední muniční sklady zaplaveny. Během exploze zahynul santó suihei (三等水兵 ~ námořník 3. třídy) N. Heidžiró a dalších osm námořníků bylo zraněno. Pozdější vyšetřování došlo k závěru, že se psychicky labilní lodník (japonsky santó suihei) Heidžiró takto rozhodl spáchat sebevraždu prostřednictvím šesti prachových náloží pro 305mm kanóny ukradených ze skladiště.

### První světová válka
Za první světové války už se loď bojů neúčastnila. Místo toho se dočkala překlasifikace na bitevní loď druhé třídy a poté dokonce na bitevní loď třetí třídy. Své definitivní klasifikace se dočkala až po válce, kdy byla 1. září 1921 překlasifikována na kaibókan 1. třídy (~ pomocná loď, třída udávala pouze velikost plavidla).

### Najetí na mělčinu
Během hlídkování v Askoldském průlivu (42°46′29″ s. š., 132°20′38″ v. d.) v rámci mezinárodní intervence proti Sovětskému Rusku u Vladivostoku najela 16. září 1921 na mělčinu. Při uvolnění jí asistovaly kaibókany 1. třídy Fudži a Kasuga a oprava ve Vladivostoku trvala od 1. do 21. října. Poté loď přeplula do Maizurských doků, ale na moře se vrátila spíše symbolicky.

## Památník

### Washingtonská konference

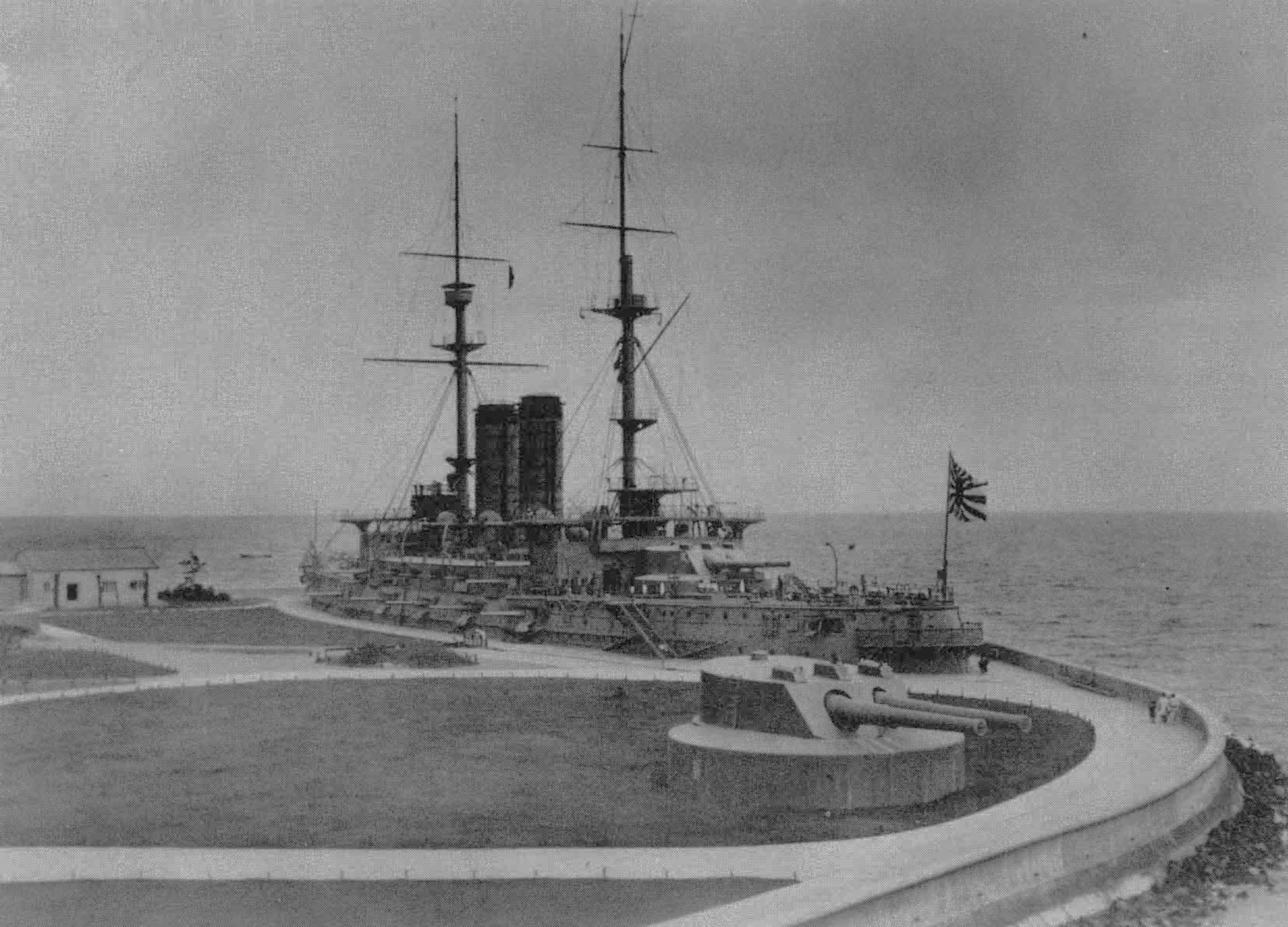
Muzejní loď Mikasa v roce 1945

Na Washingtonské konferenci bylo rozhodnuto o omezení tonáže jednotlivých námořnictev, což vedlo k vyřazení velkého množství lodí z činné služby, aby se Japonsko vešlo do přidělené kvóty celkového výtlaku. Japonci si v tomto vymohli výjimku a to tu, že Mikasa může být místo vyřazení zachována jako památník. Loď byla přepravena do Jokosuky, zde v pro tento účel vyhloubeném bazénu zasypána. Veřejnosti byla loď zpřístupněna 12. listopadu 1926.

### Úpadek a obnova
Navzdory zřejmému vyřazení byla loď na konci druhé světové války bombardována spojeneckými letadly. Po válce spojenci loď odzbrojili a dokonce se jeden čas uvažovalo o jejím předání Sovětskému svazu. (Z toho nakonec sešlo z důvodu špatného stavu lodi.) 14 let po válce byla loď uzavřena a nikdo se o ní nestaral. Až v roce 1960 započala rekonstrukce (mimo jiné na popud Ch. Nimitze). Rekonstrukce nebyla jednoduchá, protože díly pro ni nebyly k dispozici. Nakonec to Japonci vyřešili použitím některých dílů z dreadnoughtu Almirante Latorre, který byl v té době v Japonsku na sešrotování. Znovuotevření památníku pro veřejnost se konalo 27. května 1961. Loď je stále přístupná veřejnosti a jedná se o poslední predreadnought na světě.